# Taraxacum cymbifolium
Taraxacum cymbifolium  (sin. Taraxacum acromaurum), trajnica, vrsta maslačka sa sjevera Europe: Island; Jan Mayen; Svalbard; Farski otoci; Škotska; Norveška; Finska; sjevernoeuropska Rusija

## Sinonimi
- Taraxacum acromaurum Dahlst.; Ostenf. & Grontv. Fl. Iceland & Faeroes, 146 (1934)